# Hans Pichler (Mineraloge)
Johann „Hans“ Thomas Gustav Pichler (* 24. März 1931 in Ober Hohenelbe, Bezirk Hohenelbe, Tschechoslowakei; † 14. Mai 2024 in Mössingen) war ein deutscher Mineraloge, Geologe und Vulkanologe.

## Leben
Hans Pichler wurde 1957 an der Ludwig-Maximilians-Universität München promoviert mit einer Arbeit über die Etschtaler Vulkanit-Gruppe (Bozener Quarzporphyr) und war dann bis 1960 wissenschaftlicher Assistent an der Bayerischen Staatssammlung und am Institut für Allgemeine und Angewandte Geologie der Universität München. Von 1960 bis 1961 war er Assistent am Paläontologischen Institut der Universität Zürich und von 1961 bis 1963 als NATO-Stipendiat am damals neu gegründeten Internationalen Vulkan-Institut in Catania auf Sizilien. 1963/64 war er Assistent am Geologischen Institut der Universität zu Köln  und ab 1964 wissenschaftlicher Assistent am Mineralogischen Institut der Universität Tübingen, an dem er sich 1970 habilitierte. 1973 wurde er dort Universitätsdozent und 1975 außerplanmäßiger Professor für Mineralogie und Petrographie. Zuletzt war er außerordentlicher Universitätsprofessor.
Pichler spezialisierte sich ab den 1960er Jahren auf die Vulkangebiete Italiens, über die er mehrere Bände für die Sammlung Geologischer Führer im Borntraeger Verlag schrieb. Weiter befasste er sich mit Vulkanen der Anden (Ecuador, Kolumbien), dem Santorin-Vulkan sowie Vulkanen auf den Philippinen und auf Java.
2001 wurde Hans Pichler als ordentliches Mitglied der Naturwissenschaftlichen Klasse in die Sudetendeutsche Akademie der Wissenschaften und Künste berufen. Er war Mitglied der New York Academy of Sciences und der Académie royale des Sciences, des Lettres et des Beaux-Arts de Belgique.
Er war im Heimatkreis Hohenelbe e. V. als Kulturreferent aktiv und Mitherausgeber verschiedener Heimatortsbücher.

## Schriften
- Die italienischen Vulkangebiete. 5 Bände, Borntraeger, Sammlung Geologischer Führer, 1970, 1981, 1984, 1989.
- mit Thomas Pichler: Vulkangebiete der Erde, Spektrum Akademischer Verlag, 2007.
- Herausgeber: Vulkanismus, Spektrum der Wissenschaft, 1985, 1988.
- mit Cornelia Schmitt-Riegraf: Gesteinsbildende Minerale im Dünnschliff, Enke Verlag, 1987, 2. Auflage 1993.
- mit Wilhelm Bauberger, Dieter Richter: Zur Geologie der Allgäuer und Berchtesgadener Alpen, Bayern, Beihefte zum Geologischen Jahrbuch, Heft 48, 1963.
- Geologische Untersuchungen am Südrand der Bozener Porphyr-Platte nordöstlich von Trento (Ober-Italien). In: Mitteilungen der Geologischen Gesellschaft Wien. Band 55, 1962, S. 41–54 (Dissertation, zobodat.at [PDF]).
- Neue Ergebnisse zur Gliederung der unterpermischen Eruptivfolge der Bozener Porphyr-Platte, Geologische Rundschau, Band 48, 1959, S. 112–131.
- mit Ernst Prediger: Die alte Heimat Oberhohenelbe im Riesengebirge, Marktoberdorf, Heimatkreis Hohenelbe/Riesengebirge, 2002.